# قائمة السفراء المندوبين الدائمين لتونس لدى اليونسكو
تحتوي هذه المقالة على قائمة السفراء المندوبين الدائمين لتونس لدى اليونسكو.

## القائمة
ملاحظة: التواريخ أسفله هي تواريخ صدور قرارات التعيين في الرائد الرسمي للجمهورية التونسية، ولكن يمكن تسلم مناصبهم قبل هذه التواريخ.
| الممثل الدائم | الممثل الدائم  | تاريخ التسمية  |       |
| ------------- | -------------- | -------------- | ----- |
|               | مصطفى المصمودي | 20 سبتمبر 1978 | [ 1 ] |
|               | عز الدين قلوز  | 18 أبريل 1982  | [ 2 ] |
|               | المازري حداد   | 10 نوفمبر 2009 | [ 3 ] |
|               | خميس الشماري   | 20 يونيو 2011  | [ 4 ] |
|               | غازي الغرايري  | 2 ديسمبر 2016  | [ 5 ] |

## مقالات ذات صلة
- قائمة الممثلين الدائمين لتونس لدى منظمة الأمم المتحدة
- قائمة الممثلين الدائمين لتونس لدى مكتب الأمم المتحدة في جنيف